# うんのさしみ
うんのさしみ（1969年（昭和44年）1月17日 - ）は日本のイラストレーター。2003年（平成15年）10月に漫画家のさくらももこと結婚。

## 作品

### 挿絵
- 『アミが来た』 エンリケ・バリオス原作（さくらももこ訳）、徳間書店、2002年。
- 『まほう色の瞳』 エンリケ・バリオス著（さいとうひろみ訳）、徳間書店、2002年。
- 『グランドファーザーとつり人』 トム・ブラウン・ジュニア原作（さくらももこ訳）、徳間書店、2003年。
- 『ツチケンモモコラーゲン』 さくらももこ、土屋賢二作、集英社、2005年。

### 彫刻
- 『20周年記念 ももこのおもしろ本』表紙レリーフ、さくらももこ著、さくらプロダクション、2004年。

## その他
さくらももこの作品『神のちからっ子新聞』に登場するボンバー編集部のイラスト担当の漫画家と同名である。『神のちからっ子新聞』の「うんのさしみ」はさくらももこが創作したキャラクターであり、実在のうんのとは無関係である。
さくらももこと結婚した当初は、彼女のエッセイ（『ももこの21世紀日記』N'03 - 04、『ももこタイムス』）にも時折登場していた。『20周年記念 ももこのおもしろ本』では、表紙のレリーフ作成を担当したほか、彼の作品、さくらとの対談も掲載された。